# Els acarnesos
Els acarnesos ((en grec antic: Ἀχαρνεῖς) és, pel que sabem, la tercera obra del gran comediògraf Aristòfanes i la més vella de les que es conserven senceres. Va ser representada l'any 425 aC i guanyà el primer premi en el festival de les Lenees.

## Marc històric
A la primavera del 425 aC, la Guerra del Peloponès entra en el seu setè any. Els espartans, després de múltiples incursions, han destruït les vinyes, les oliveres i, en general, tot allò que constitueix la base de la producció agrícola atenesa, obligant la població camperola a abandonar les seves cases als demos de l'Àtica per refugiar-se dins els llargs murs de la ciutat. Malgrat la superioritat naval atenenca i el control dels aliats, l'abastiment regular i la invulnerabilitat de la ciutat, la situació es va anar degradant i hi esclatà un brot de pesta. En aquest marc històric, Aristòfanes escriu i presenta una comèdia que, en primer lloc, apareix com una declaració en favor de la pau.

## Argument
El protagonista, Diceòpolis, miraculosament, obté un pacte de pau privat amb els espartans i gaudeix dels beneficis de la pau malgrat les oposicions d'alguns dels atenesos.
- Pròleg: l'assemblea d'Atenes delibera. Els demagogs presenten al poble ambaixadors falsos i estrangers que venen de Pèrsia i de la cort del rei Sitalces. Diceòpolis no es deixa enganyar, però ningú li fa cas. Desesperat, vol pactar una treva privada amb els espartans per a ell i la seva família.
- Parodes: mentre se celebren les festes rurals de Dionís, Diceòpolis, que era a casa seva celebrant la festa, és assaltat pels acarnesos, però aconsegueix sortir-se'n fingint que dins d'un cabàs té un infant dels acarnesos, i que el matarà si no el deixen parlar a l'assemblea. Aleshores, defensa la seva causa davant dels acarnesos i té una disputa oratòria contra el general Làmac i convenç la multitud.
- Paràbasis: Aristòfanes recorda als espectadors que en les seves obres, el fet de desmuntar l'argumentació dels demagogs i ensenyar el que és just, és un benefici per al pobre. El cor, per la seva part, reclama més atencions per als vells de la ciutat.
- Episodis: Diceòpolis obre un mercat per a totes les mercaderies. Un mercader intenta vendre les seves filles petites, mentre que un beoci proposa anguiles del llac Copais. El cor aclama Diceòpolis, mentre Làmac reapareix ferit de guerra.[1]

## Altres obres d'Aristòfanes
- Lisístrata
- Els cavallers
- Els núvols
- Les vespes
- Pau
- Els ocells
- Plutus
- Tesmofòries
- Les granotes
- Les assembleistes

## Traduccions catalanes
- Comèdies, vol. I: Els acarnesos. Traducció de Manuel Balasch. Barcelona: Fundació Bernat Metge, 1969.
- Els acarnesos. Traducció de Cristian Carandell. Martorell: Adesiara, 2017.[2]